# Phil Lynott

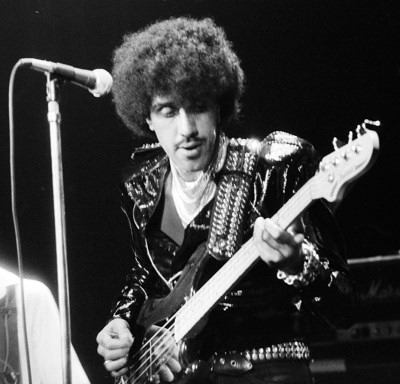
Phil Lynott (22 april 1980)

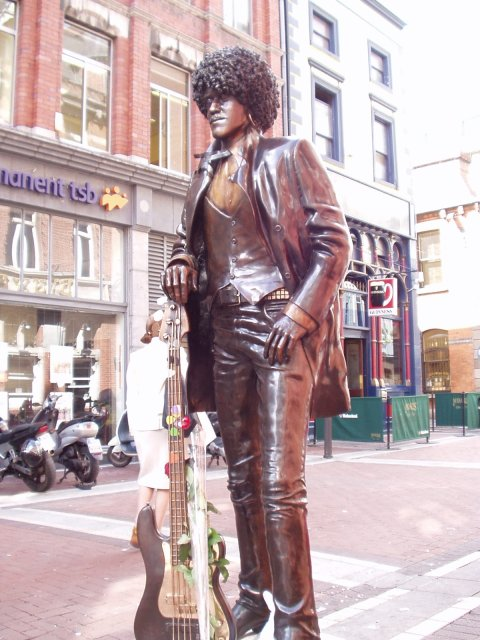
Standbeeld in Dublin

Philip Parris Lynott (West Bromwich (Engeland), 20 augustus 1949 – Salisbury (Wiltshire), 4 januari 1986) was een muzikant, zanger, tekstschrijver, componist en eerst bekend als medeoprichter/frontman van de Ierse rockband Thin Lizzy.

## Biografie
Lynott was de zoon van een Afro-Guyaanse vader en een Ierse moeder en werd geboren in West Bromwich. Hij groeide op bij zijn oma in Dublin. Midden jaren zestig begon Lynott met spelen in bandjes en begin jaren zeventig richtte hij Thin Lizzy op. Met die band scoorde hij in 1973 een grote hit met de traditional "Whiskey in the Jar".
Buiten zijn werk met Thin Lizzy was Lynott ook betrokken met andere muzikale projecten. Zo deed hij mee met het album "War Of The Worlds" van Jeff Wayne en nam in 1979 een kerstsingle "A Merry Jingle" op onder de bandnaam The Greedies, samen met enkele Thin Lizzybandleden en Steve Jones en Paul Cook van de Sex Pistols. In 1980 kwam zijn eerste soloalbum uit: "Solo In Soho", waarvan King's Call een bescheiden hitje werd. In 1982 verschijnt "The Phil Lynott Album" met daarop de hit "Old Town".
In 1983 ging Thin Lizzy uit elkaar en de laatste jaren van Lynotts leven kenmerkten zich door drugsproblemen. In 1985 scoorde hij samen met zijn oude bandmaat Gary Moore nog een hit met "Out in the Fields". Ook probeerde hij een platencontract te krijgen met zijn nieuwe band Grand Slam. Op 25 december 1985 werd hij met ernstige lichamelijke klachten opgenomen in een kliniek waar hij 4 januari 1986 op 36-jarige leeftijd stierf. In een interview vertelde Thin Lizzygitarist John Sykes dat het stoppen van Thin Lizzy een idee was van de platenmaatschappij. Het was de bedoeling om na een paar jaar de (commerciële) draad weer op te pakken. Phil Lynott kon hier slecht mee omgaan en Sykes beweerde stellig dat dit de voornaamste reden is dat Phil Lynott de "revival" niet gehaald heeft.
Philip Parris Lynott ligt begraven op de Saint Fintan's Cemetery, Sutton, County Dublin, Ireland; Plot 13 of the St. Polan's Section.
In 2005 werd een standbeeld van Lynott onthuld in Dublin, waarbij Lynotts moeder, Philomena Lynott, en Thin Lizzy-leden aanwezig waren. Nadat het standbeeld van Lynott onthuld was, gaf Gary Moore nog een afscheidsconcert met de Thin Lizzy-leden Brian Robertson, Scott Gorham, Eric Bell en drummer Brian Downey. Ze speelden onder andere de Thin Lizzy-nummers: Emerald, Still In Love With You, Cowboy Song, Jailbreak, The Boys Are Back In Town en de klassiekers Whiskey In The Jar en Parisienne Walkways. Na het concert gaf Gary nog een toegift op zijn gitaar "Happy Birthday". Van het concert is ook een dvd gemaakt "One Night In Dublin: A Tribute To Phil Lynott".

## NPO Radio 2 Top 2000
| Nummers met noteringen in de NPO Radio 2 Top 2000 | '03  | '04  | '05 | '06  | '07  | '08  | '09 | '10  | '11  | '12  | '13  | '14  | '15  | '16  | '17  | '18  | '19  | '20  | '21  | '22  | '23  | '24  |
| ------------------------------------------------- | ---- | ---- | --- | ---- | ---- | ---- | --- | ---- | ---- | ---- | ---- | ---- | ---- | ---- | ---- | ---- | ---- | ---- | ---- | ---- | ---- | ---- |
| Old Town                                          | 1160 | 1389 | 569 | 1011 | 1195 | 1086 | 982 | 1169 | 1313 | 1106 | 1187 | 1331 | 1363 | 1699 | 1759 | -    | -    | -    | -    | -    | -    | -    |
| Out in the Fields (met Gary Moore)                | -    | -    | -   | -    | -    | -    | -   | -    | -    | -    | -    | -    | -    | -    | -    | 1941 | 1844 | 1801 | 1698 | 1690 | 1923 | 1995 |

1. ↑  Een '-' betekent dat het nummer niet was genoteerd en een vetgedrukt getal geeft de hoogste notering van een nummer aan.
2. ↑  2003 was het eerste jaar met een notering voor Phil Lynott.